# Brian Marshall
Brian Aubrey Marshall (ur. 24 kwietnia 1973 w Fort Walton Beach) – amerykański muzyk, basista zespołów Creed i Alter Bridge. 
W 2000 odszedł z Creed po incydencie z wokalistą Scottem Stappem. Na płycie Weathered z 2001 partie gitary basowej nagrał Mark Tremonti, zaś na koncertach na gitarze basowej grał Brett Hestla.
Po rozpadzie Creed Marshall dołączył do stworzonej przez Tremontiego formacji Alter Bridge, do której należał razem z perkusistą Scottem Philipsem (także członek Creed) i byłym wokalistą The Mayfield Four Mylesem Kennedym.
Po reaktywowaniu zespołu Creed z 2009 Marshall wznowił działalność w zespole. Wraz z resztą grupy nagrał nowy album zatytułowany Full Circle.

## Dyskografia
- What's Up ? – Content Imagination (2009)[3]